# Florian Pagitsch
Florian Pagitsch (* 9. September 1959 in Tamsweg; † 21. März 2023 in Sankt Veit an der Glan) war ein österreichischer Organist, Musikwissenschaftler und Musikpädagoge.

## Leben und Werk
Florian Pagitsch wuchs als ältestes von fünf Geschwistern in Salzburg auf. Die Familie wohnte im Stiftsbezirk St. Peter, wo er früh mit Musik, Klavier- und Orgelspiel in Berührung kam. Schon als Kind und Jugendlicher übernahm er Aufgaben im liturgischen Orgelspiel, insbesondere an der Hans Mertel/Max Dreher-Orgel von St. Peter, der Franz Mauracher-Orgel der Franziskanerkirche und an der Dreher & Flamm-Orgel von Maria Plain. Sein Orgelstudium am Salzburger Mozarteum bei Alois Forer schloss er 1981 mit dem Diplom ab. Es folgten Studien an der Universität für Musik und darstellende Kunst Wien Instrumental- und Gesangspädagogik (Hauptfächer Orgel und Klavier) und Kirchenmusik. Nach der Erlangung des Magister Artium (1994), erfolgte dort seine Habilitation und 2005 die Promotion zum Dr. phil. In seiner Dissertation behandelte er u. a. die Versetten Johann Ernst Eberlins.
Pagitsch war Preisträger internationaler Orgelwettbewerbe und konzertierte in vielen europäischen Ländern sowie in Australien, Israel, Neuseeland, China, Japan und in den USA. Ab 1983 wirkte er als Lehrer für Orgel und Klavier am Realgymnasium Klagenfurt-Viktring und unterrichtete zudem ab 1984 am Kärntner Landeskonservatorium. Von 1989 bis zu seiner Pensionierung im Jahr 2022 lehrte er am Institut Ludwig van Beethoven der Universität für Musik und darstellende Kunst Wien (Tasteninstrumente und Musikpädagogik) Orgel, Generalbass und Klavier-Begleitung.
Florian Pagitsch lebte mit seiner Frau Lisi in Ebenthal in Kärnten, mit der er eine Tochter und einen Sohn hatte.

## Auszeichnungen
- 1978: 3. Preis beim Franz-Liszt-Orgelwettbewerb in Budapest[4]
- 1986: 1. Preis für Improvisation beim Bruckner-Wettbewerb in Linz[4]

## Schriften
- Salzburger Versettenkomposition im 18. und 19. Jahrhundert. Universität für Musik und darstellende Kunst in Wien (Dissertation) 2005.

## Diskografie
- Orgellandschaft Salzburg (MDG 3190990; 1997)
- Johann Ernst Eberlin: IX Toccate e fughe per organo (MDG 3200767; 1998)
- Orgellandschaft Kärnten (MDG 3190766-2; 2000)